# نقشه شاه آلفرد
نقشه شاه آلفرد توطئه‌ای خیالی به رهبری سازمان سیا است که از تلاش بین‌المللی برای از بین بردن افراد دارای اصالت آفریقایی حمایت می‌کند. این نقشه به‌طور خاص، چگونگی مبارزه با خطر قیام سیاه پوستان در آمریکا را مورد توجه قرار داده است. طبق این نقشه در صورتی که شورشی بزرگ نژادی رخ دهد سیاه پوستان را در اردوگاههای مرگ محاصره خواهند کرد. 
این نقشه ابتدا در داستان جان ویلیامز با نام "مردی که فریاد زد من وجود دارم" (کتابی که ماجرای تخیلی زندگی ریچارد رایت را روایت می‌کند) در سال ۱۹۶۷ مطرح شد. در مقدمه چاپ‌های بعدی این کتاب، ویلیامز نقشه شاه آلفرد را با برنامه‌های اطلاعاتی که توسط ادگار هوور در دهه ۶۰ میلادی برای کنترل جنبش‌های سیاه پوستان انجام می شد مقایسه کرد. موضوع این کتاب همچنین به شایعاتی که در دهه ۵۰ در مورد قانون ضد کمونیستی در آمریکا وجود داشت دارد. طبق این قانون در صورت به خطر افتادن منافع ملی کمونیست‌ها را به اردوگاه متنقل خواهند کرد. وقتی ویلیامز برای اولین بار این کتاب را به چاپ رساند، بخش‌هایی از کتاب که به نقشه شاه آلفرد مرتبط است را کپی کرد و بروی صندلی متروهای اطراف منهتن قرار می داد. در نتیجه، صحبت بر سر نقشه شاه آلفرد بر سر زبان سیاه پوست‌ها افتاد و حقیقت وجود چنین نقشه‌ای به صورت مطلق پذیرفته شده بود.